# Tempel van Hibis
De tempel van Hibis is de grootste en best bewaarde oude Egyptische tempel in de Kharga-oase, evenals de enige uit de Late periode die nog in relatief goede staat is tegenwoordig. Sinds enkele decennia wordt het gebouw echter bedreigd door een opkomst van grondwater dat de fundamenten ervan beschadigt. Het ligt ongeveer 2 km ten noorden van de stad Kharga en was gewijd aan een syncretisme van de godheden Amon en Ra.
De tempel heeft een toegangsgang met sfinxen en een reeks pylonen. Dit was oorspronkelijk omringd door een meer. De hypostyle zaal heeft zijn wanden in de vorm van enorme papyrusrollen met verschillende versieringen en hynms gewijd aan de godheid Amon. De muren en het dak zijn respectievelijk gewijd aan de Thebaanse theologie en aan Osiris. De versieringen van de naos (het heiligste deel van de tempel) zijn verdeeld over negen registers die allen volledig versierd zijn met een pantheon van Egyptische godheden en koninklijke figuren, totaal bijna 700 figuren.

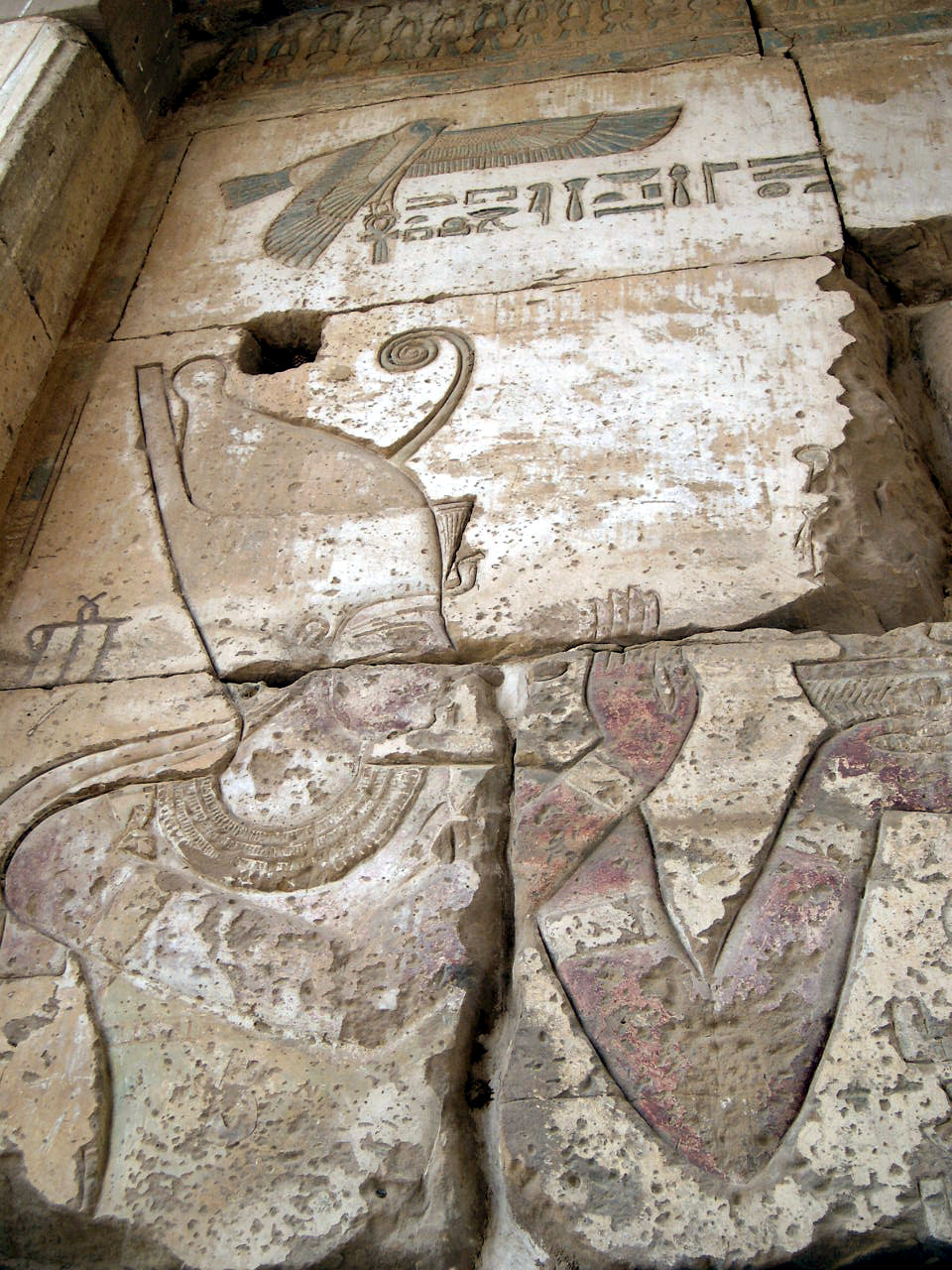